# 20642 Лораджонсон
20642 Лораджонсон (20642 Laurajohnson) — астероїд головного поясу, відкритий 4 жовтня 1999 року.
Тіссеранів параметр щодо Юпітера — 3,199.